# Тук, Томас
Томас Тук (англ. Thomas Tooke; 28 февраля 1774, Кронштадт, Россия, — 26 февраля 1858, Лондон, Великобритания) — английский экономист и статистик.

## Биография
Был участником крупного лондонского торгового дома, занимавшегося торговлей с Россией. В 1820 году представил в парламент Англии от имени лондонских купцов составленную им петицию о свободной торговле. Тук стоял во главе многих крупных промышленных предприятий и принимал также деятельное участие в работах правительственных комиссий по статистическому исследованию положения фабричных рабочих и по выработке фабричного законодательства.
Главнейший труд, создавший Томасу Туку большую известность: «A history of prices and of the states of the paper circulation from 1793—1856» (Л., 1838—1857; последние 2 тома дополнены У. Ньюмарчем). Здесь Тук является противником известного банковского акта Роберта Пиля 1844 года, регулировавшего эмиссионную деятельность Английского банка.
Сущность теории Тука заключается в том, что при соблюдении разменности банковских билетов банк не может выпустить больше билетов, чем имеется на них спрос, следовательно, количество выпущенных банковских билетов никакого влияния на товарные цены не оказывает; увеличение количества билетов не повышает цен и не вызывает падения вексельного курса и отлива драгоценных металлов за границу.
Значение труда Тука о ценах не в его полемической части против принципов акта Роберта Пиля, а в его исследованиях движения товарных цен в Англии за 6 десятилетий (1793—1856) и влияния их на разные стороны народного хозяйства: местную и мировую торговлю, кредит, ренту, процент, заработную плату и т. д.

## Основные труды
- A history of prices and of the states of the paper circulation from 1793—1856, 1838—1857, Том I Digital Book Index (англ.); Том II Digital Book Index (англ.); Том III Digital Book Index (англ.); Том IV Digital Book Index (англ.); Том V Digital Book Index (англ.); Том VI Digital Book Index (англ.).
- Thoughts and details on the high and low prices etc., 1823, Digital Book Index (англ.)
- Considerations on the state of the currency, 1826, Digital Book Index (англ.)
- On the currency in connection with the corn trade etc., 1829
- A letter to Lord Grenville, on the effects ascribed to the resumption of cash payments on the value of the currency, 1829, Digital Book Index (англ.)
- An inquiry into the currency principle, 1844, Digital Book Index (англ.)
- Tracts on currency and hanking, 1857
- Pamphlets on currency and banking, 1856
- On the Bank Charter Act of 1844 : its principles and operation; with suggestions for an improved administration of the Bank of England, 1856,Digital Book Index (англ.)